# Tejido peridentario
Se denomina  'tejido peridontal o peridentario' a todos aquellos tejidos que rodean al diente.  Éstos son los siguientes:
- Periodonto: es el conjunto de tejidos que rodean al diente. Se compone de encía, hueso y ligamentos periodontales.
- Ligamento periodontal: está situado en la región que se halla entre el cemento de la raíz dental y el alvéolo óseo. Mide 0,5 mm de amplitud. Solamente lo encontraremos aumentado cuando está enfermo (enfermedad periodontal). Es un tejido conectivo denso, ricamente vascular, caracterizado por grupos principales de fibras de colágeno I distribuidos en patrones predeterminados para resistir las fuerzas de la masticación. Los extremos de estas fibras se embeben en el alvéolo y el cemento a manera de fibras de Sharpey, que permiten al ligamento periodontal suspender a la pieza dentaria dentro de su alvéolo. Presenta fibras nerviosas vegetativas vasomotoras, de dolor y propioceptivas.
- Hueso alveolar: es la prolongación del maxilar inferior y superior, que se divide en compartimentos llamados alvéolos, separados entre sí por un tabique interalveolar óseo. El alvéolo presenta tres regiones, la de las placas corticales, la esponjosa, y la alveolar propiamente dicha. Las placas corticales se disponen en sentido lingual y labial, formando una repisa de sostén muy resistente de hueso compacto, revestida por hueso poroso, que constituye la capa esponjosa. Ésta rodea a una capa delgada de hueso compacto, el hueso alveolar propiamente dicho, cuya morfología es reflejo de la forma de la raíz suspendida en su interior. En las tres porciones del hueso alveolar hay conductos por los cuales pasan las arterias nutricias, que luego llegaran también al ligamento periodontal.
- Encía: son elementos de membrana mucosa resistente. Consisten en un epitelio plano pluriestratificado queratinizado por completo o paraqueratinizado, y bajo él un tejido conectivo denso con fibras de colágeno I que constituyen grupos de fibras principales que se parecen a las del ligamento periodontal.

El hueso alveolar, el ligamento periodontal y el cemento dental son llamados en conjunto periodoncio de inserción, en tanto que la encía constituye el periodoncio de protección.

## Unión dento-gingival
Al aproximarse el epitelio de la encía a la pieza dental, forma una vuelta en horquilla que prosigue en sentido apical (hacia la punta de la raíz) a una distancia de 2 a 3 mm, y luego se adhiere al esmalte a través de hemidesmosomas. El espacio de 2 a 3 mm de profundidad entre la encía y la pieza dentaria es el llamado surco gingival. La región del epitelio gingival que se une a la superficie del esmalte se llama epitelio de unión, y forma un collar alrededor del cuello del diente. Constituye una barrera entre la cavidad oral, llena de bacterias y el tejido conectivo gingival que se inserta por arriba de la cresta ósea Los grupos principales de fibras de la encía ayudan a la inserción supracrestal y a la unión del epitelio  a la superficie de dentaría conservando la unión dentogingival y particularmente manteniendo la dimensión biológica.
- Datos: Q6140310